# Cristina Mortágua
Teresa Cristina da Silva Mortágua (Rio de Janeiro, 8 de setembro de 1970), conhecida como Cristina Mortágua, é uma ex-modelo, atriz e apresentadora brasileira, cujos trabalhos envolvem a chamada "mídia erótica", contemplando capas de revistas voltadas para o público adulto e programas de televisão.
Foi uma das musas dos anos 90.

## Biografia

### Carreira
Nascida em Jacarepaguá, no Rio de Janeiro, Mortágua iniciou sua carreira atuando na série global Leandro e Leonardo no ano de 1991 e um ano depois no Concurso das Panteras, vencendo a edição do ano de 1992. Como de praxe, pouco tempo depois a então vencedora do concurso figurou na capa da revista Playboy, mais precisamente na edição de maio daquele mesmo ano. Posteriormente foi capa de diversas outras publicações, inclusive chegando a posar nua novamente também para a revista Sexy.
Desfila nos carnavais do Rio de Janeiro pela Imperatriz Leopoldinense e possui um centro de estética na mesma cidade.
Em 1996, atuou na novela Perdidos de Amor da Rede Bandeirantes.
Cristina apresentou o quadro "rala peito" no Domingão do Faustão, em 2001, e dois anos mais tarde o quadro "o Charme da Bola" na extinta TV Educativa do Rio, hoje TV Brasil.
Em 2004, participou de uma polêmica no quadro "Vai encarar", com a apresentadora Luciana Gimenez, quando foi chamada de "maria-chuteira" por uma radialista.
Em 14 de setembro de 2014, entrou para o reality-show A Fazenda 7, da Rede Record, para concorrer ao prêmio de dois milhões de reais. Foi a 5ª eliminada do programa, no dia 30 de outubro de 2014.

#### Televisão
| Ano         | Programa                      | Nota                                        | Emissora          |
| 1991        | Leandro & Leonardo (Seriado)  | Virgínia Francinete (Participação Especial) | Rede Globo        |
| 1992        | Concurso das Panteras         | Candidata/Vencedora                         | Rede Manchete     |
| 1996        | Perdidos de Amor              | Jackeline Madf (Participação Especial)      | Rede Bandeirantes |
| 1998        | Banheira do Gugu              | Convidada/Participação Especial             | SBT               |
| 1999        | A Cara do Rio                 | Entrevistada                                | Rede Bandeirantes |
| 2000        | Programa do Jô                | Convidada/Entrevistada                      | Rede Globo        |
| 2001 - 2003 | Rala Peito                    | Apresentadora                               | Rede Globo        |
| 2003 - 2005 | O Charme da Bola              | Apresentadora                               | TV Brasil         |
| 2008        | Não Erre A Letra              | Convidada                                   | SBT               |
| 2011        | Domingo Espetacular           | Entrevistada                                | Rede Record       |
| 2011        | Vai Encarar                   | Entrevistada                                | RedeTV!           |
| 2012        | Os Donos Jogo                 | Convidada                                   | Rede Record       |
| 2013        | Hoje em Dia (Quadro de Saúde) | Convidada                                   | Rede Record       |
| 2013        | Verdade do Povo               | Entrevistada                                | Rede Record       |
| 2014        | A Fazenda 7                   | Participante (13.º lugar)                   | Rede Record       |

#### Revistas
- 1992 - revista Playboy
- 1993 - revista Sexy
- 2003 - revista Sexy[10]

### Vida pessoal
Mortágua tem um filho, Alexandre Mortágua de Souza, com o ex-jogador de futebol Edmundo, nascido em 4 de novembro de 1994.
Em 2011, foi presa em flagrante no Rio de Janeiro, acusada de desacato a autoridade, injúria e agressão contra a delegada titular da delegacia da Barra da Tijuca. Foi absolvida do processo judicial 7 anos depois.

Já afirmou que sofre de transtorno depressivo.